# Кипение

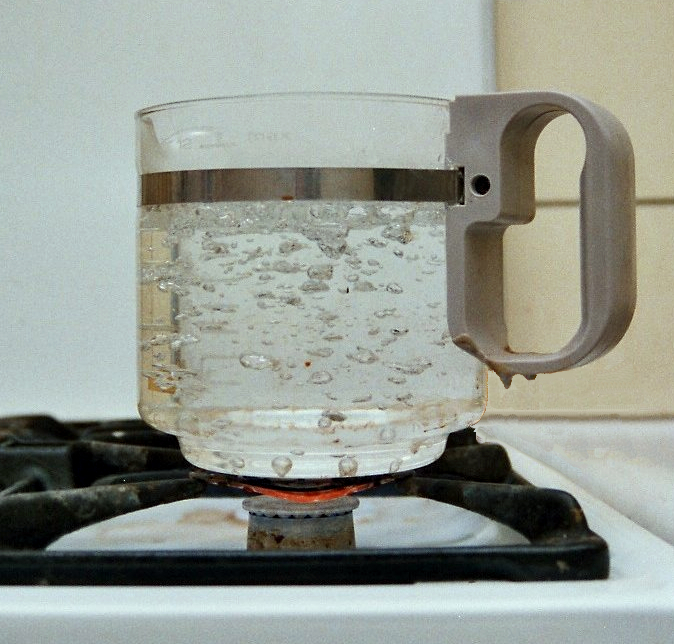
Кипящая вода

Кипение воды в чайнике (анимация)

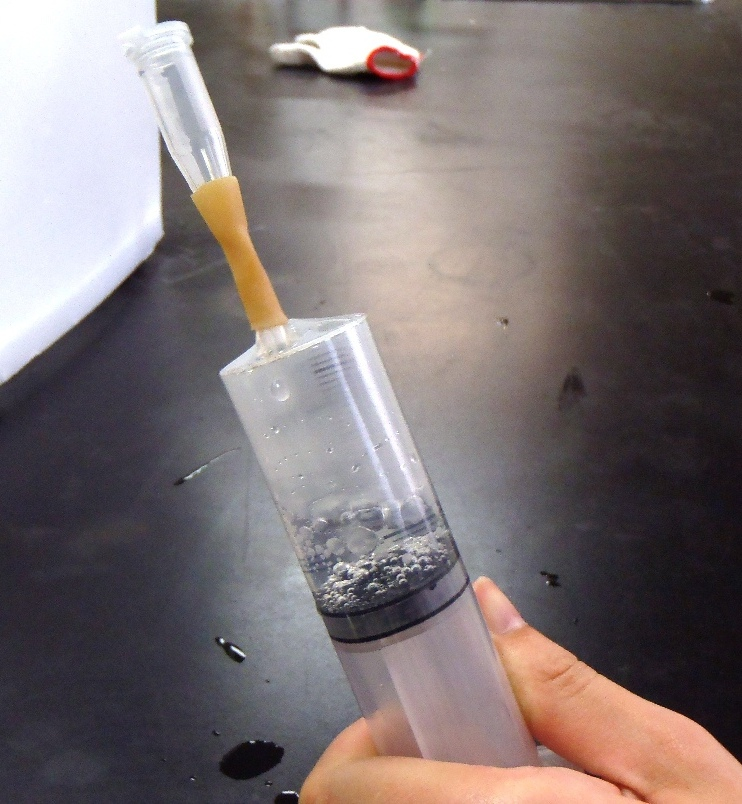
Демонстрация вскипания воды при более низкой температуре при понижении атмосферного давления, подобное наблюдается, к примеру, высоко в горах

Кипе́ние — процесс интенсивного парообразования, который происходит в жидкости как на свободной её поверхности, так и внутри её структуры. При этом в объёме жидкости возникают границы разделения фаз, то есть на стенках сосудa образуются пузырьки, которые содержат воздух и насыщенный пар. Кипение, как и испарение, является одним из способов парообразования. В отличие от испарения, кипение может происходить лишь при определённой температуре и давлении. Температура, при которой происходит кипение жидкости, находящейся под постоянным давлением, называется температурой кипения. Как правило, температура кипения при нормальном атмосферном давлении приводится как одна из основных характеристик химически чистых веществ. Процессы кипения широко применяются в различных областях человеческой деятельности. Например, кипячение является одним из распространённых способов физической дезинфекции питьевой воды. Кипячение воды представляет собой процесс нагревания её до температуры кипения с целью получения кипятка. Также, процесс кипения применяется практически во всех типах холодильных установок, в том числе и в подавляющем большинстве бытовых холодильников (и в абсорбционных, и в компрессорных) и кондиционеров. Охлаждение воздуха в камере холодильника происходит именно благодаря кипению хладагента, причём в испарителе холодильной установки хладагент при пониженном давлении выкипает полностью. Кипение при постоянном давлении (изобарно-изотермический процесс) - неотъемлемый термодинамический процесс во всех тепловых двигателях, работающих по циклу Ренкина (ТЭС, АЭС, ГеоТЭС, некоторые СЭС).
Кипение является фазовым переходом первого рода. Кипение происходит гораздо более интенсивно, чем испарение с поверхности, из-за присутствия очагов парообразования, обусловленных как более высокой температурой достигаемой в процессе кипения, так и наличием примесей.
На процесс образования пузырьков можно влиять с помощью давления, звуковых волн, ионизации и других факторов возникновения центров парообразования. В частности, именно на принципе вскипания микрообъёмов жидкости от ионизации при прохождении заряженных частиц работает пузырьковая камера.

## Термодинамическиеособенности

Фазовая диаграмма воды

По мере нагрева жидкости на греющей поверхности образуются пузырьки пара, внутрь которых испаряется жидкость. В обычной жидкости (не очищенной от мельчайших пузырьков газов) при термодинамическом равновесии парциальное давление паров в пузырьке равно давлению насыщенных паров при этой температуре. Так как соблюдается равенство давлений внутри и снаружи пузырька, то давление внутри шарика равно атмосферному давлению (гидростатическим давлением пренебрегают).
P(атм)=P(газа)+P(насыщ. паров)
Равенством силы тяжести и силы Архимеда в данном случае можно пренебречь, так как разность давлений, действующих на пузырёк пренебрежимо мала по сравнению с внешним давлением.
При увеличении температуры увеличивается давление насыщенных паров. Из постоянства атмосферного и «внутрипузырькового» давлений следует, что должно уменьшиться парциальное давление сухих газов в пузырьке, что говорит об увеличении объёма пузыря. Когда давление насыщенных паров доходит до атмосферного, давление сухих газов должно стать равным нулю. Из уравнения Менделеева-Клапейрона видно, что для этого объём пузырька должен стать бесконечным (пузырёк начинает непрерывно расширяться). При достижении температуры кипения в жидкостях из-за описанного процесса начинается непрерывное бульканье, увеличивающее во много раз скорость испарения (так как сильно увеличивается площадь жидкости, с которой происходит испарение). Таким образом, если испарение происходит при любой температуре, то кипение — при одной, определенной для текущего давления. Когда процесс кипения начался, то несмотря на продолжающийся подвод тепла, температура жидкости увеличивается незначительно, пока вся жидкость не превратится в пар. Температура, при которой происходит кипение жидкости, находящейся под постоянным давлением, называется температурой кипения или температурой насыщения {\displaystyle T_{S}}. Изменение температуры жидкости в процессе кипения называется температурным глайдом. Для химически чистых жидкостей или азеотропных смесей температурный глайд является нулевым. С увеличением давления, согласно уравнению Клапейрона — Клаузиуса, температура насыщения возрастает:
{\displaystyle {\frac {\mathrm {d} P}{\mathrm {d} T_{S}}}={\frac {r}{T_{S}\,\Delta v}}>0}.
где {\displaystyle r} — удельная теплота парообразования; {\displaystyle \Delta v} — изменение удельного объёма тела при фазовом переходе.

### Линия насыщения
На фазовой диаграмме воды кривая, характеризующая фазовой переход из жидкого состояния в газообразное, называется «линией насыщения». Она ограничена двумя предельными точками: тройной точкой, в которой сходятся линии плавления, кипения и сублимации, и критической точкой, в которой исчезает граница раздела между жидкой и газообразной фазами.

### Особенности кипения

Распределение температуры кипящей жидкости

В кипящей жидкости устанавливается определённое распределение температуры: у поверхностей нагрева (стенок сосуда, труб и т. п.) жидкость заметно перегрета {\displaystyle T>T_{S}}. Величина перегрева зависит от ряда физико-химических свойств как самой жидкости, так и граничных твёрдых поверхностей. Тщательно очищенные жидкости, лишённые растворённых газов (воздуха), можно при соблюдении особых мер предосторожности перегреть на десятки градусов без закипания. Когда такая перегретая жидкость в конце концов вскипает, то процесс кипения протекает весьма бурно, напоминая взрыв. Вскипание сопровождается расплёскиванием жидкости, гидравлическими ударами, иногда даже разрушением сосудов. Теплота перегрева расходуется на парообразование, поэтому жидкость быстро охлаждается до температуры насыщенного пара, с которым она находится в равновесии. Возможность значительного перегрева чистой жидкости без кипения объясняется затрудненностью возникновения начальных маленьких пузырьков (зародышей), их образованию мешает значительное взаимное притяжение молекул жидкости. Иначе обстоит дело, когда жидкость содержит растворенные газы и различные мельчайшие взвешенные частицы. В этом случае уже незначительный перегрев (на десятые доли градуса) вызывает устойчивое и спокойное кипение, так как начальными зародышами паровой фазы служат газовые пузырьки и твердые частицы. Основные центры парообразования находятся в точках нагреваемой поверхности, где имеются мельчайшие поры с адсорбированным газом, а также различные неоднородности, включения и налёты, снижающие молекулярное сцепление жидкости с поверхностью.
Образовавшийся пузырёк растет только в том случае, если давление пара в нём несколько превышает сумму внешнего давления, давления вышележащего слоя жидкости и капиллярного давления, обусловленного кривизной поверхности пузырька. Для создания в пузырьке необходимого давления пар и окружающая его жидкость, находящаяся с паром в тепловом равновесии, должны иметь температуру, превышающую температуру насыщения {\displaystyle T_{S}}.
Кипение возможно не только при нагревании жидкости в условиях постоянного давления. Снижением внешнего давления при постоянной температуре можно также вызвать перегрев жидкости и её вскипание (за счёт уменьшения температуры насыщения). Этим объясняется, в частности, явление кавитации — образование паровых полостей в местах пониженного давления жидкости (например, в вихревой зоне за гребным винтом теплохода).

### Теплота парообразования

P — V диаграмма

На P-V диаграмме для выбранной температуры жидкости (например Т1) точка состояния начала кипения {\displaystyle a} характеризуется парой термодинамических переменных, то есть определенным термодинамическим состоянием. При кипении температура и давление остаются постоянными, при этом по мере увеличения паросодержания средняя плотность среды падает, а удельный объём, соответственно, увеличивается. После испарения всей жидкости достигается новое термодинамическое состояние {\displaystyle c}. Если рассмотреть более высокое значение температуры, то начало кипения будет характеризоваться термодинамическим состоянием {\displaystyle a'} с большим удельным объёмом, а состояние {\displaystyle c'} полного превращения жидкости в пар — меньшим удельным объёмом. По мере увеличения температуры разница между величинами удельных объёмов жидкости и пара на линии насыщения уменьшается, а при достижении температуры критической точки — исчезает.
Изменение термодинамического состояния среды в процессе кипения характеризуется удельной теплотой парообразования {\displaystyle r}, которая равна количеству теплоты, необходимому для полного испарения единицы массы жидкости (Во многих источниках r ошибочно именуют скрытой теплотой парообразования, на самом же деле скрытая теплота парообразования представляет собой лишь часть удельной теплоты парообразования, которая характеризует изменение внутренней энергии жидкости и направлена на увеличение расстояния между микрочастицами жидкости. При этом температура жидкости растет, но видимых изменений не происходит. Определить скрытую теплоту парообразования можно путём вычитания площадей под процессом кипения в TS и PV диаграммах)
{\displaystyle r=i_{c}-i_{a}} или {\displaystyle r=T_{S}(s_{c}-s_{a})},
где {\displaystyle i} — энтальпия, {\displaystyle s} — энтропия, индекс {\displaystyle a} — относится к состоянию начала кипения, а {\displaystyle c} — к состоянию насыщенного пара.

## Режимы кипения
Начало кипения жидкости связано с прогревом пристенных слоев жидкости до температуры, превышающей температуру насыщения на определенную величину {\displaystyle dT}. Величина перегрева {\displaystyle dT} зависит от многих факторов (давления, скорости течения жидкости, краевого угла смачивания, концентрации растворенных в жидкости веществ и.т.д.) и в общем виде не определяется. В зависимости от плотности теплового потока, а также других факторов, на поверхности обогрева образуются или отдельные паровые пузыри, или сплошная плёнка пара, и кипение называется либо пузырьковым либо пленочным. Кроме того, кипение различают по типу:
- кипение при свободной конвекции в большом объёме;
- кипение при вынужденной конвекции;

а также по отношению средней температуры жидкости к температуре насыщения:
- кипение жидкости, недогретой до температуры насыщения (поверхностное кипение);
- кипение жидкости, догретой до температуры насыщения

### Пузырьковый
Кипение, при котором пар образуется в виде периодически зарождающихся и растущих пузырей, называется пузырьковым кипением.
При медленном пузырьковом кипении в жидкости (а точнее, как правило на стенках или на дне сосуда) появляются пузырьки, наполненные паром. За счёт интенсивного испарения жидкости внутрь пузырьков, они растут, всплывают, и пар высвобождается в паровую фазу над жидкостью. При этом в пристеночном слое жидкость находится в слегка перегретом состоянии, то есть её температура  превышает номинальную температуру кипения. В обычных условиях эта разница невелика (порядка одного градуса). 
Возможность перегрева жидкости объясняется тем, что для создания первичного пузырька минимального размера, который уже дальше может расти сам по себе, требуется затратить некоторую энергию (определяемую поверхностным натяжением жидкости). Пока это не достигнуто, мельчайшие пузырьки будут возникать и снова схлопываться под действием сил поверхностного натяжения, и кипения не будет.
Пузырьковое кипение может быть развитым (при большом количестве центров парообразования) и неразвитым (при малом количестве центров парообразования)
При пузырьковом кипении существенную роль играет массоперенос пузырьков пара из пристенного слоя в ядро потока. Благодаря этому возрастает эффективность теплоотдачи к кипящей жидкости — характерные для этого режима коэффициенты теплоотдачи высоки.

### Плёночный
При увеличении теплового потока до некоторой критической величины отдельные пузырьки сливаются, образуя у стенки сосуда сплошной паровой слой, периодически прорывающийся в объём жидкости. Такой режим называется плёночным.
В этом режиме теплопередача от обогревающей поверхности к жидкости резко падает (паровая плёнка проводит тепло хуже, чем конвекция в жидкости), и в результате температура греющей поверхности может существенно возрасти (линия С-Е на кривой кипения). В то же время, при постоянной температуре обогревающей поверхности в режиме пленочного кипения, из-за ухудшенной теплопередачи имеет место низкое значение теплового потока от стенки к жидкости. Режим плёночного кипения можно наблюдать на примере капли воды на раскалённой плите.
При пленочном кипении, из-за существенного термического сопротивления паровой плёнки, теплоотдача от греющей поверхности к кипящей воде мала, и характеризуется малыми значениями коэффициента теплоотдачи.

### Кипение в большом объёме

Кривая кипения воды в трубах

Тепловой поток, передаваемый от поверхности к кипящей воде можно однозначно связать с перепадом температур между стенкой и жидкостью:
{\displaystyle q_{S}=f(T_{C}-{\overline {T_{F}}})}, где {\displaystyle q_{S}} — тепловой поток, {\displaystyle T_{C}} — температура стенки, {\displaystyle {\overline {T_{F}}}} средняя температура жидкости.
Эта зависимость характеризует теплоотдачу от обогревающей поверхности к жидкости и называется кривой кипения.
Можно выделить пять характерных областей:
1. До точки {\displaystyle A}. Область конвекции;
2. Между точками {\displaystyle A} и {\displaystyle B}. Область неразвитого пузырькового кипения. Характеризуется повышением интенсивности теплообмена за счёт переноса образующихся пузырьков в ядро потока;
3. Между точками {\displaystyle B} и {\displaystyle C}. Область развитого пузырькового кипения. Характеризуется высокой интенсивностью теплообмена за счёт переноса образующихся пузырьков в ядро потока. Интенсивность нарастает по мере увеличения плотности пузырьков;
4. Между точками {\displaystyle C} и {\displaystyle D}. Область неустойчивого пленочного кипения. Характеризуется «сливанием» отдельных пузырьков в пристенной области. Из-за уменьшения центров парообразования, а также нарастания паровой плёнки у обогревающей поверхности, теплоотдача падает;
5. От точки {\displaystyle D}. Область устойчивого пленочного кипения. Характеризуется покрытием обогревающей поверхности сплошной плёнкой пара и, как следствие, низкой теплоотдачей.

Данную кривую можно получить, увеличивая и поддерживая температуру греющей стенки {\displaystyle T_{C}}. В этом случае, по мере увеличения {\displaystyle T_{C}} последовательно сменяются пять областей кипения.
В случае увеличения и поддержания теплового потока, порядок смены режимов кипения будет иным. Сначала последовательно сменят друг друга режимы конвекции не кипящей жидкости (до т. {\displaystyle A}), поверхностного кипения (между точками {\displaystyle A} и {\displaystyle B}) и развитого пузырькового кипения (между точками {\displaystyle B} и {\displaystyle C}). При дальнейшем увеличении теплового потока обогревающая поверхность быстро покрывается паровой плёнкой (от точки {\displaystyle C} до точки {\displaystyle E}), что сопровождается увеличением температур и через короткое время, после достижения стационарного состояния, кипение характеризуется высокой температурой стенки (от точки {\displaystyle H}). Данное явление называется кризисом теплоотдачи, а тепловой поток {\displaystyle q_{S1}}, при котором начинается резкий рост температур ({\displaystyle C}-{\displaystyle E}) — первым критическим тепловым потоком, или, чаще, просто — критическим тепловым потоком.
Если после достижения точки {\displaystyle H} тепловой поток начинает уменьшаться, то пленочный режим кипения сохраняется до достижения точки {\displaystyle D}. В случае дальнейшего уменьшения теплового потока пленочный режим кипения сменяется на пузырьковый (от точки {\displaystyle D} до точки {\displaystyle F}), и температура греющей поверхности быстро снижается. Тепловой поток {\displaystyle q_{S2}}, при котором пленочный режим кипения сменяется на пузырьковый ({\displaystyle D}-{\displaystyle F}), называется вторым критическим тепловым потоком.
Во многих теплообменных устройствах современной энергетики и ракетной техники тепловой поток, который должен отводиться от поверхности нагрева, является фиксированным и часто практически не зависит от температурного режима теплоотдающей поверхности. Так, теплоподвод к внешней поверхности экранных труб, расположенных в топке котельного агрегата, определяется в основном за счёт излучения из топочного пространства. Падающий лучистый поток практически не зависит от температуры поверхности труб, пока она существенно ниже температуры раскаленных продуктов сгорания в топке. Аналогичное положение имеет место в каналах ракетных двигателей, внутри тепловыделяющих элементов (твэлов) активной зоны атомного реактора, где происходит непрерывное выделение тепла вследствие ядерной реакции. Кипение-это интенсивный переход жидкости в пар, происходящий с образованием пузырьков пара по всему объёму жидкости при определенной температуре.
Если по каким-либо причинам тепловой поток превысили критическое значение {\displaystyle q_{S1}}, пузырьковый режим кипения быстро сменяется на пленочный, а температура обогревающей поверхности возрастает до существенно высоких значений, что может привести к пережогу обогревающей поверхности. При этом, для восстановления пузырькового режима кипения и исходных значений температур, необходимо снижение теплового потока до значения {\displaystyle q_{S2}}.

### Кипение при вынужденой конвекции

Изменение среднемассовой температуры потока и стенки по длине парогенерирующего канала:
a) — длинный канал при малых и ;
b) — при больших и

При вынужденной конвекции кипение имеет ряд особенностей, наиболее существенные из них — влияние характеристик потока на зависимость {\displaystyle q_{S}=f(T_{C}-{\overline {T_{F}}})}. Наиболее сильное влияние оказывают такие характеристики, как массовая скорость потока жидкости {\displaystyle {\overline {\rho w}}} и паросодержание {\displaystyle x}. При установившемся кипении движущейся в трубе жидкости, параметры среды (в первую очередь — паросодержание) изменяются вдоль потока, а вместе с ним сменяются режимы течения и теплоотдача.
В большинстве случае кипение в трубе можно упрощенно представить в виде трех зон (на примере кипения в длиной трубе при малых {\displaystyle {\overline {\rho w}}} и {\displaystyle q_{S}}):
1. экономайзерный участок, в котором жидкость нагревается без кипения ({\displaystyle A-B})
2. область кипения (испарительный участок), в которой происходит пузырьковое кипение ({\displaystyle B-C-D-E})
3. область подсыхания влажного пара, в котором формируется дисперсионный режим течения и происходит осушение остающейся влаги в ядре потока ({\displaystyle E-F-G})

На данном примере можно более подробно рассмотреть изменение характера кипения и связанные с этим температуры обогревающей стенки трубы и средней температуры жидкости. На вход в парогенерирующую трубу подается недогретая до кипения жидкость (точка {\displaystyle A}). В случае постоянной величины теплового потока от стенки {\displaystyle q_{S}}, средняя температура жидкости {\displaystyle {\overline {T_{F}}}}и температура стенки {\displaystyle T_{C}}, растут линейно. В момент, когда температура стенки начинает превышать температуру насыщения {\displaystyle T_{S}}, на обогревающей поверхности может начаться формирование пузырьков. Таким образом, начинается кипение в пристеной области, несмотря на то, что средняя температура жидкости остается меньше температуры насыщения ({\displaystyle B-C}). Это явление носит название кипения недогретой жидкости. Значение энтальпийного паросодержания, при котором начинается кипение недогретой жидкости имеет отрицательное значение {\displaystyle x=x_{HK}}. После достижения жидкостью температуры насыщения {\displaystyle x=0} начинается пузырьковое кипение по всему объёму жидкости. Эта область характеризуется интенсивным перемешиванием жидкости и, как следствие, высокими коэффициентами теплоотдачи и низкими перепадами температур.
По мере продвижения двухфазной смеси в область высоких паросодержаний сменяются режимы течения двухфазного потока, и при некотором паросодержании {\displaystyle x=x_{KP}} наступает кризис теплоотдачи: контакт жидкости с поверхностью прекращается и температура стенки возрастает ({\displaystyle E}). Часто кризис теплоотдачи при кипении представляет переход от дисперсно-кольцевого режима кипения ({\displaystyle D-E}) к дисперсному ({\displaystyle E-F-G}). Количество влаги в каплях с ростом паросодержания уменьшается, что приводит к возрастанию скорости и небольшому увеличению теплоотдачи (температура поверхности стенки при этом немного снижается, ({\displaystyle F-G})).
При иной массовой скорости жидкости {\displaystyle {\overline {\rho w}}} или величине теплового потока {\displaystyle q_{S}}, характер кипения в трубе может измениться. Так, в случае больших {\displaystyle {\overline {\rho w}}} и {\displaystyle q_{S}}, режим кризиса теплообмена может сформироваться ещё на этапе кипения недогретой жидкости. В этом случае формируется пленочный режим кипения, а ядро потока представляет собой стержень недогретой до температуры насыщения жидкости, отделенной от стенки трубы плёнкой пара.

## Температуры кипения для простых веществ
В приведенной таблице элементов Д. И. Менделеева для каждого элемента указаны:
- атомный номер элемента;
- обозначение элемента;
- температура насыщения при нормальных условиях {\displaystyle ^{O}C};
- молярная скрытая теплота парообразования (кДж/моль);
- молярная масса.

| Период       |                       |                        |                        |                        |                        |                        |                      |                        |                        |                        |                        |                       |                        |                        |                        |                       |                      |                        |  |  |
| 1            | 1 H -253 0,449 1,008  |                        |                        |                        |                        |                        |                      |                        |                        |                        |                        |                       |                        |                        |                        |                       |                      | 2 He -268 0,0845 4,003 |  |  |
| 2            | 3 Li 1340 145,9 6,941 | 4 Be 2477 292,4 9,012  |                        |                        |                        |                        |                      |                        |                        |                        |                        |                       | 5 B 3927 489,7 10,81   | 6 C ~4850 355,8 12,01  | 7 N -196 2,793 14,01   | 8 O -183 3,410 16,00  | 9 F -188 3,270 19,00 | 10 Ne -246 1,733 20,18 |  |  |
| 3            | 11 Na 883 96,96 22,99 | 12 Mg 1090 127,4 24,33 |                        |                        |                        |                        |                      |                        |                        |                        |                        |                       | 13 Al 2467 293,4 26,98 | 14 Si 2355 384,2 28,09 | 15 P 277 12,13 30,97   | 16 S 445 9,6 32,07    | 17 Cl -34 10,2 35,45 | 18 Ar -186 6,447 39,95 |  |  |
| 4            | 19 K 759 79,87 39,10  | 20 Ca 1484 153,6 40,08 | 21 Sc 2830 314,2 44,96 | 22 Ti 3287 421 47,87   | 23 V 3409 452 50,94    | 24 Cr 2672 344,3 52,00 | 25 Mn 1962 226 54,94 | 26 Fe 2750 349,6 55,85 | 27 Co 2927 376,5 58,93 | 28 Ni 2913 370,4 58,69 | 29 Cu 2567 300,3 63,55 | 30 Zn 907 115,3 65,41 | 31 Ga 2204 258,7 69,71 | 32 Ge 2820 330,9 72,64 | 33 As 616 34,76 74,92  | 34 Se 221 26,3 78,96  | 35 Br 59 15,44 79,9  | 36 Kr -153 9,029 83,80 |  |  |
| 5            | 37 Rb 688 72,22 85,47 | 38 Sr 1382 144 87,62   | 39 Y 2226 363 88,91    | 40 Zr 4409 591,6 91,22 | 41 Nb 4744 696,6 92,91 | 42 Mo 4639 598 95,94   | 43 Tc 4877 660 98,91 | 44 Ru 4150 595 101,1   | 45 Rh 3695 493 102,9   | 46 Pd 2963 357 106,4   | 47 Ag 2162 250,6 107,9 | 48 Cd 767 100 112,4   | 49 In 2072 231,5 114,8 | 50 Sn 2602 295,8 118,7 | 51 Sb 1587 77,14 121,8 | 52 Te 450 52,55 127,6 | 53 I 184 20,75 126,9 | 54 Xe -108 12,64 131,3 |  |  |
| 6            | 55 Cs 705 67,74 132,9 | 56 Ba 1640 142 137,3   | *                      | 72 Hf 4603 575 178,5   | 73 Ta 5458 743 180,9   | 74 W 5555 824 183,8    | 75 Re 5596 715 186,2 | 76 Os 5012 627,6 190,2 | 77 Ir 4428 604 192,2   | 78 Pt 3827 510 195,1   | 79 Au 2856 334,4 197,0 | 80 Hg 357 59,23 200,6 | 81 Tl 1473 164,1 204,4 | 82 Pb 1749 177,7 207,2 | 83 Bi 1564 104,8 209,0 | 84 Po 962 120 209,0   | 85 At 337 30 210,0   | 86 Rn -62 16,4 222,0   |  |  |
| 7            | 87 Fr 667 64 223      | 88 Ra 1737 137 226,0   | **                     | 104 Rf n/a 261         | 105 Db n/a 262         | 106 Sg n/a 263         | 107 Bh n/a 262       | 108 Hs n/a 265         | 109 Mt n/a 268         | 110 Ds n/a 281         | 111 Rg n/a 280         | 112 Cn n/a            | 113 Uut n/a            | 114 Fl n/a             | 115 Uup n/a            | 116 Lv n/a            | 117 Uus n/a          | 118 Uuo n/a            |  |  |
|              |                       |                        |                        |                        |                        |                        |                      |                        |                        |                        |                        |                       |                        |                        |                        |                       |                      |                        |  |  |
| * Лантаноиды | * Лантаноиды          | * Лантаноиды           | * Лантаноиды           | 57 La 3457 414 138,9   | 58 Ce 3426 414 140,1   | 59 Pr 3520 297 140,9'  | 60 Nd 3100 273 144,2 | 61 Pm ~3500 n/a 146,9  | 62 Sm 1803 166 150,4   | 63 Eu 1527 144 152,0   | 64 Gd 3250 359 157,3   | 65 Tb 3230 331 158,9  | 66 Dy 2567 230 162,5   | 67 Ho 2695 241 164,9   | 68 Er 2510 193 167,3   | 69 Tm 1947 191 168,9  | 70 Yb 1194 127 173,0 | 71 Lu 3395 356 175,0   |  |  |
| ** Актиноиды | ** Актиноиды          | ** Актиноиды           | ** Актиноиды           | 89 Ac 3200 293 227,0   | 90 Th 4788 514,4 232,0 | 91 Pa 4027 470 231,0   | 92 U 4134 423 238,0  | 93 Np 3902 n/a 237,0   | 94 Pu 3327 325 244,1   | 95 Am 2607 239 243,1   | 96 Cm 3110 n/a 247,1   | 97 Bk n/a 247         | 98 Cf n/a 251          | 99 Es n/a 253          | 100 Fm n/a 255         | 101 Md n/a 256        | 102 No n/a 255       | 103 Lr n/a 260         |  |  |

| 0—10 кДж/моль | 10—100 кДж/моль | 100—300 кДж/моль | >300 кДж/моль |